# Modulariteit
Modulariteit is de mate waarin de componenten van een systeem kunnen worden gescheiden en gecombineerd, wat vaak de flexibiliteit van het systeem vergroot. Het concept van modulariteit wordt voornamelijk gebruikt om complexiteit te verminderen door de onderlinge onafhankelijkheid van subcomponenten te vergroten. Deze subcomponenten worden ook wel modules genoemd.

## Modulariteit in verschillende disciplines

### Modulariteit in technologie en ontwerp
Binnen technologie en ontwerp worden systemen vaak als modulair beschouwd wanneer ze opgesplitst kunnen worden in verschillende componenten, die in verschillende configuraties kunnen worden gecombineerd. De componenten kunnen met elkaar verbonden worden, communiceren, en bijvoorbeeld energie of data uitwisselen, door een gestandaardiseerde interface te gebruiken. In tegenstelling tot een strak geïntegreerd product waarbij ieder component is ontworpen om specifiek (en vaak exclusief) in dat systeem samen te werken, zijn modulaire componenten ontworpen om op een vrijere manier samen te werken in meerdere systemen.
Modulariteit in productontwerp vereenvoudigt onderhoud en vervanging van onderdelen, aangezien het complete systeem niet afhankelijk is van het functioneren van één module. Hierdoor kan de levensduur van een product verlengd worden. Modulariteit biedt vaak ook de mogelijkheid om een module in te zetten in meerdere systemen. Het is ook mogelijk om dezelfde basismodule in meerdere producten te gebruiken, wat bijvoorbeeld voorkomt in de auto-industrie.
Door verschillende modules te gebruiken in meerdere systemen ontstaan vaak mogelijkheden voor massaproductie, aangezien een module onvermijdelijk meer gestandaardiseerd zal moeten zijn dan een specifiek onderdeel in een uniek ontwerp. Dit biedt kansen om productiekosten te verlagen, of om productie zonder problemen te verspreiden over meerdere fabrieken of landen.

### Modulariteit in voertuigen
Modulair ontwerp kan worden toegepast in auto's of andere voertuigen, waarbij delen van het voertuig kunnen worden verwijderd of vervangen zonder de rest van het voertuig aan te passen. Een voorbeeld hiervan is het leveren van auto's als een basismodel, waarbij verschillende aanpassingen kunnen worden gekozen die gemakkelijk kunnen worden toegevoegd aan het geheel. Ook kan een onderstel van een auto ingezet worden voor meerdere uitvoeringen.

### Modulariteit in gebouwen
Modulaire gebouwen bestaan vaak uit universele onderdelen die geproduceerd worden in een fabriek, om vervolgens vervoerd te worden naar een bouwplaats, waarna ze in verschillende configuraties geassembleerd kunnen worden.
Door gebouwen op te bouwen uit modules kan de grootte of functionaliteit van een gebouw gemakkelijk aangepast worden, terwijl sommige delen van het systeem onaangetast kunnen blijven.

### Modulariteit in computer hardware
Modulair ontwerp wordt ingezet in computersystemen door onderdelen te voorzien van standaard interfaces (fysieke koppeling, elektrische specificaties, grootte, etc). Hierdoor kunnen onderdelen individueel vervangen worden, zonder de hele computer aan te hoeven passen.